# Fils (fiume)
La Fils è un fiume tedesco, affluente orografico di destra del fiume Neckar, della lunghezza di 63 km nel Land Baden-Württemberg Germania.

## Corso del fiume
La Fils sorge dalle Alpi sveve o Giura svevo (in tedesco Schwäbische Alb o Schwäbischer Jura) circa 2 km sud-ovest del comune di Wiesensteig. 
La sua sorgente carsica si trova 625 m s.l.m.
Scorrendo inizialmente in direzione nord-est, il fiume attraversa il comune di Mühlhausen im Täle dove confluisce con il Winkelbach e dove viene sovrastato dai ponti dell'autostrada A8.

## Affluenti
- alla destra orografica: Gos, Eyb, Marbach, Lauter, Krumm, Nassach, Ebersbach, Reichenbach
- alla sinistra orografica: Pfuhlbach, Butzbach, Talbach